# János Kornai

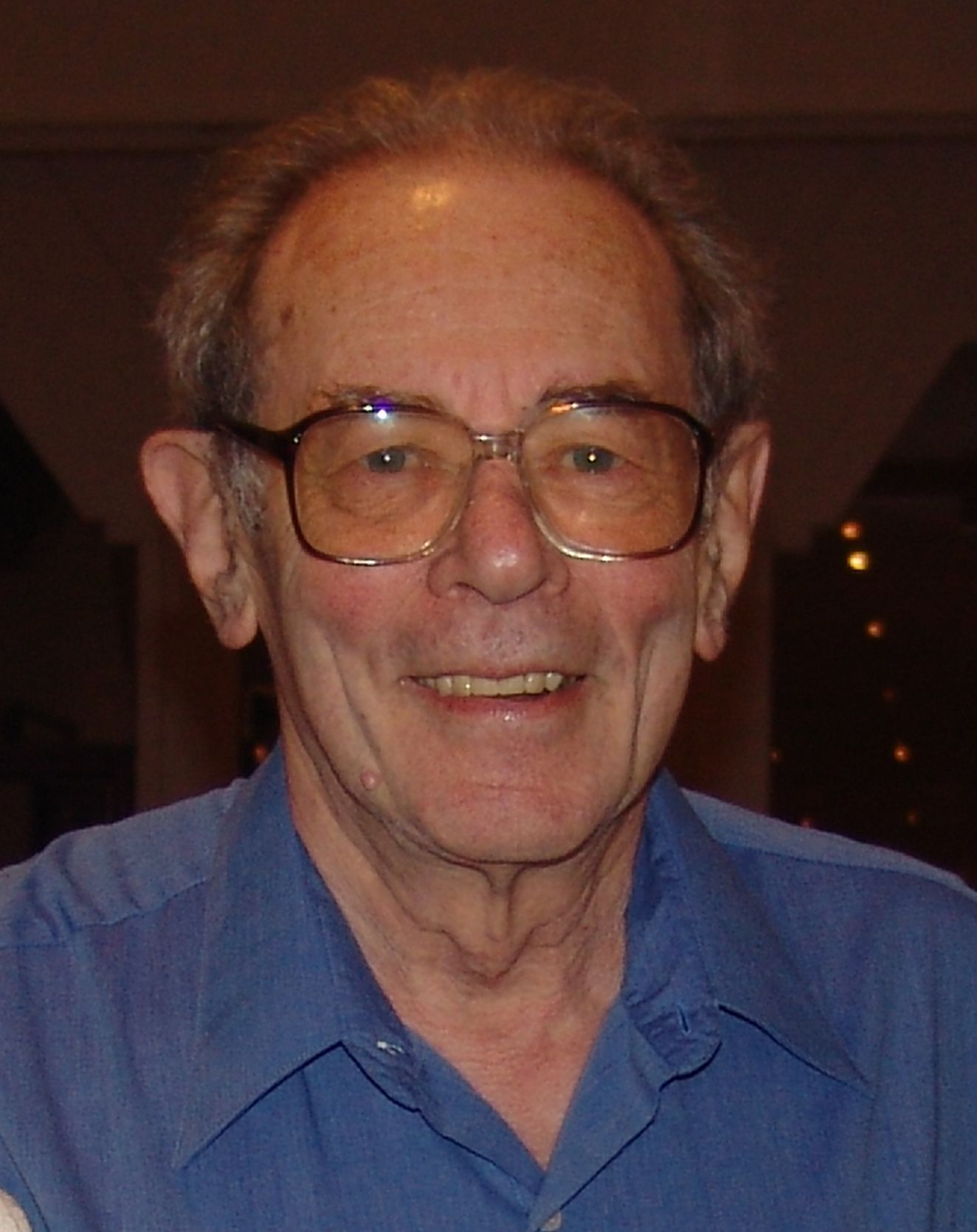
János Kornai, 2005

János Kornai (* 21. Januar 1928 in Budapest als János Kornhauser; † 18. Oktober 2021 ebenda) war ein ungarischer Wirtschaftswissenschaftler. Aus seinen Forschungen über das Scheitern der kommunistischen Planwirtschaft heraus prägte er den Begriff der Mangelwirtschaft.

## Leben und Werk
Kornai war der Sohn eines jüdischen Rechtsanwalts, der 1944 im Konzentrationslager Auschwitz ermordet wurde. Er studierte Geschichte und Philosophie an der Karl-Marx-Universität für Wirtschaftswissenschaften in Budapest. 1955 bis 1958 ging er an das neu gegründete Institut für Wirtschaftswissenschaften der Ungarischen Akademie der Wissenschaften, wo er 1956 promovierte. 1961 wurde er an der Karl-Marx-Universität zum Doktor der Wirtschaftswissenschaften promoviert und 1965 wieder von der Ungarischen Akademie der Wissenschaften zum Dr. Sc. (entspricht etwa der deutschen Habilitation). Von 1958 bis 1960 arbeitete er als Ökonom am Planungsbüro der Leichtindustrie in Budapest. 1960 bis 1963 war er Chef des Instituts für Textilindustrie in Budapest und 1963 bis 1967 Chef des Rechenzentrums an der Ungarischen Akademie der Wissenschaften. Gastprofessuren führten ihn 1964 an die London School of Economics, 1966 University of Sussex, 1968 Stanford University, 1970 Yale University, 1972 Princeton University, 1973 Stanford University, 1976–77 Universität Stockholm, 1981 Universität Genf, 1983 Universität München, 1983–84 Institute for Advanced Study, Princeton und 1984–85 Harvard University. Von 1967 bis 1993 war er Forschungsprofessor am Institut für Wirtschaft an der Ungarischen Akademie der Wissenschaften, von 1992 bis 2002 am Collegium Budapest. Von 1986 an war er zusätzlich in Harvard: Zuerst als Professor und ab 1991 als Allie-S.-Freed-Professor für Wirtschaftswissenschaften. 2002 wurde er emeritiert. Ab 2005 war er Forschungsprofessor an der Central European University.
Seine Doktorarbeit Overcentralization war das erste kritische Buch über die Planwirtschaft, das von einem Bewohner eines kommunistischen Landes geschrieben wurde. Darin forderte Kornai eine Dezentralisierung der Wirtschaft und eine größere Nutzung der Marktkräfte. Er war einer der Ersten, die die mathematische Optimierung in die ungarische Planwirtschaft einführten (Mathematical Planning of Structural Decisions). In seinem einflussreichen Buch The Economics of Shortage zeigte er, dass der chronische Warenmangel eine unvermeidliche Konsequenz des traditionellen kommunistischen Systems ist. Nach dem Fall des Kommunismus beschäftigte er sich mit dem Übergang zur westlichen Wirtschaftsform: In The Road to a Free Economy regte er eine schnelle Stabilisierung mit schrittweiser Privatisierung und einer Reform des Wohlfahrtsstaates an.
Kornai war in zweiter Ehe mit der Wirtschaftswissenschaftlerin Zsuzsa Dániel verheiratet und hatte drei Kinder.

## Rezeptionen
„Der einzige lebende Ökonom, der für sich in Anspruch nehmen darf, die Anschauungen einer ganzen Generation im Kommunismus beeinflusst zu haben, ist Kornai. Er hat das System der Zentralplanung peinlich genau seziert und seine Irrationalität und selbstzerstörerische Kraft demonstriert.“

Im Zusammenhang mit wirtschaftlichem Reformstopp wurde der Begriff "Kornaische Krankheit" geprägt:

„Ein funktionierendes System muss so harte Budgetbeschränkungen haben, dass es unangenehm ist. Dass immer das eine Ziel gegen das andere ausgespielt wird. Wenn nichts ausgespielt werden muss, ist was nicht in Ordnung mit dem System. In Wahrheit muss es ausgespielt werden. Wir haben ja nicht unendliche Ressourcen.“

## Werke
Kornai veröffentlichte fast 200 wissenschaftliche Aufsätze und folgende Bücher:
- Overcentralization in Economic Administration. Oxford University Press, Oxford [u. a.] 1959.
- Mathematical Planning of Structural Decisions. North-Holland, Amsterdam 1967, deutsch als: Mathematische Methoden bei der Planung der ökonomischen Struktur. Verlag Die Wirtschaft, Berlin 1967.
- Anti-Equilibrium. On economic systems theory and the tasks of research. North-Holland, Amsterdam 1971, deutsch als: Anti-Äquilibrium. Über die Theorie der Wirtschaftssysteme und die damit verbundenen Forschungsaufgaben. Springer, Berlin [u. a.] 1975, ISBN 0-7204-3055-0, ISBN 0-444-10122-5.
- Rush versus Harmonic Growth. North-Holland, Amsterdam 1972, ISBN 0-7204-3407-6.
- Economics of Shortage. 2 Bände, North-Holland, Amsterdam 1980, ISBN 0-444-86059-2, ISBN 0-444-85426-6 (Band 1), ISBN 0-444-86058-4 (Band 2).
- Growth, Shortage and Efficiency. Basil Blackwell, Oxford, 1982, ISBN 0-631-12787-9; University of California Press, Berkeley und Los Angeles, 1982, ISBN 0-520-04901-2.
- Contradictions and Dilemmas. Corvina, Budapest 1985, ISBN 963-13-2063-4; MIT Press, Cambridge 1986, ISBN 0-262-11107-1.
- Vision and Reality, Market and State: New Studies on the Socialist Economy and Society. Corvina, Budapest 1990, ISBN 963-13-3013-3; Harvester-Wheatsheaf, Hemel Hempstead and New York 1990, ISBN 0-7450-0745-7; Routledge, New York 1990, ISBN 0-415-90285-1.
- The Road to a Free Economy. Shifting from a Socialist System. The Example of Hungary. W. W. Norton, New York, ISBN 0-393-02887-9, ISBN 0-393-30691-7; HVG Kiadó, Budapest 1990.
- The Socialist System. The Political Economy of Communism. Princeton University Press, Princeton 1992, ISBN 0-691-04298-5, ISBN 0-691-00393-9; Oxford University Press, Oxford 1992, ISBN 0-19-828751-8, ISBN 0-19-828776-3 (online), deutsch als: Das sozialistische System. Die politische Ökonomie des Kommunismus. Nomos Verlagsgesellschaft, Baden-Baden 1995, ISBN 3-7890-4086-X.
- Highway and Byways. Studies on Socialist Reform and Postsocialist Transition. MIT Press, Cambridge 1995, ISBN 0-262-11198-5, deutsch als: Unterwegs. Essays zur wirtschaftlichen Umgestaltung in Ungarn. Metropolis Verlag, Marburg 1996, ISBN 3-89518-092-0.
- mit Ralph Dahrendorf: Die Zukunft des Wohlfahrtsstaats. Neue Kritik, Frankfurt am Main 1996, ISBN 3-8015-0281-2.
- Struggle and Hope. Essays on Stabilization and Reform in a Post-Socialist Economy. Edward Elgar Publishing, Cheltenham [u. a.] 1997, ISBN 1-85898-606-0.
- Paying the Bill for Goulash-Communism. Atlantic Research and Publications and Columbia University Press, New York 2000, ISBN 0-88033-455-X.
- mit Karen Eggleston: Welfare, Choice and Solidarity in Transition. Reforming the Health Sector in Eastern Europe. Cambridge University Press, Cambridge 2001, ISBN 0-521-79036-0.
- By Force of Thought. Irregular Memoirs of an Intellectual Journey. The MIT Press, Cambridge, Massachusetts [u. a.] 2006, ISBN 0-262-11302-3, ISBN 978-0-262-11302-1.

## Preise
- 1982 Frank E. Seidman Distinguished Award in Political Economy (USA)
- 1983 ungarischer Staatspreis
- 1983 Alexander von Humboldt-Preis (Deutschland)
- 1992 Erasmus-Medaille (Academia Europaea)
- 1994 Hauptpreis und Ferenc-Deák-Preis (Foundation Pro Renovada Cultura Hungariae)
- 1994 Széchenyi-Preis (Republik Ungarn)
- 1997 Officier dans l’Ordre national de la Légion d’Honneur (Frankreich)
- 1997 Prize for Advancing the Repute of the Hungarians (Republik Ungarn)
- 2002 Kommandeur des Verdienstordens der Republik Ungarn
- 2005 Ehrenbürger der Stadt Budapest
- 2005 Prima-Primissima-Preis (Ungarn)
- 2007 Kommandeur mit Stern des Verdienstordens der Republik Ungarn
- 2010 Großkreuz des Verdienstordens der Republik Ungarn
- Ehrendoktorwürden: 1978 Paris, 1978 Poznań, 1990 London, 1992 Amsterdam, 1992 Budapest, 1993 Wrocław, 1993 Turin, 2001 Debrecen, 2001 Stockholm, 2003 Warna, 2003 Universität Veszprém, 2003 Pécs, 2004 Central European University

## Mitgliedschaften
- 1968 Econometric Society (1978 deren Präsident)
- 1972 Ehrenmitglied der American Academy of Arts and Sciences
- 1976 Ehrenmitglied der American Economic Association
- 1976 korrespondierendes und 1982 ordentliches Mitglied der Ungarischen Akademie der Wissenschaften
- 1978 korrespondierendes Mitglied der British Academy
- 1980 Auslandsmitglied der Königlich Schwedischen Akademie der Wissenschaften
- 1985 Auslandsmitglied der Finnischen Akademie der Wissenschaften
- 1987 Präsident der European Economic Association
- 1989 Ehrenpräsident der European Association for Evolutionary Political Economy
- 1989 Ordentliches Mitglied der Academia Europaea
- 1990 Europäische Akademie der Wissenschaften und Künste
- 1992 Präsident der Ungarischen Sozialwissenschaftlichen Gesellschaft
- 1994 Auslandsmitglied der Russischen Akademie der Wissenschaften
- 1995–2001 Direktorium der Ungarischen Nationalbank
- 1996 Ehrenmitglied der European Association for Comparative Economic Studies
- 2002–2005 Präsident der International Economic Association
- 2004 Ehrenpräsident der Association of New Institutional Economists of Hungary
- 2016 Auswärtiges Mitglied der National Academy of Sciences